# هالاند
هالاند (بالسويدية: Halland) وهي واحدة من المحافظات السويدية، التي تطل على السواحل الغربية للسويد وتحدها مقاطعات فاسترغوتلاند وسمولاند وسكانيا من الشرق وبحر كاتيغات من الغرب، يبلغ عدد سكان هذه المقاطعة 303859 نسمة.